# Uwe Friedrichsen

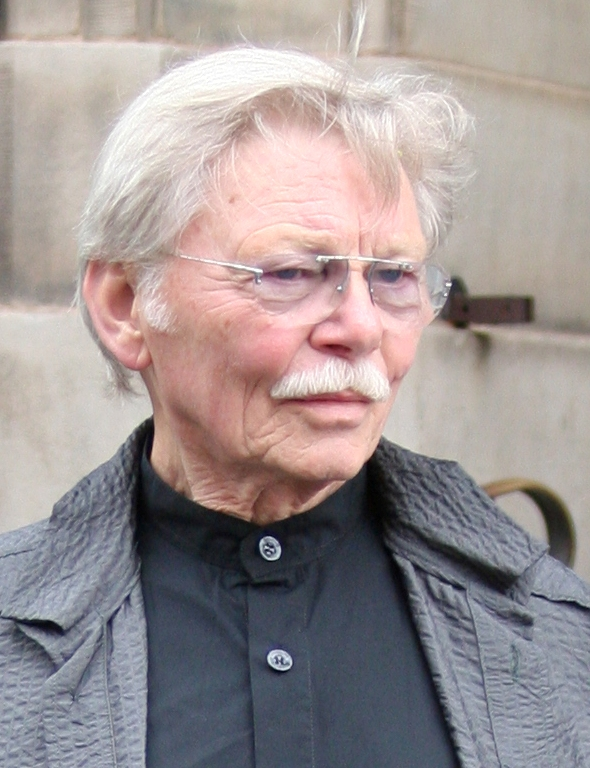
Uwe Friedrichsen (2010)

Uwe Friedrichsen (* 27. Mai 1934 in Altona; † 30. April 2016 in Hamburg) war ein deutscher Schauspieler, Hörbuch- und Synchronsprecher.

## Karriere
Nach der Mittleren Reife absolvierte er eine kaufmännische Lehre bei einer Hamburger Porzellanfirma. In der Laienspielgruppe der Hamburger Volkshochschule fand er Gefallen an der Schauspielerei. Gegen den Willen der Eltern begann er mit einer privaten Schauspielausbildung, die er sich als Hafenarbeiter und Zeitungsjunge finanzierte. 1953 gründete er zusammen mit Marcus Scholz und anderen das theater 53.
Hier spielte er drei Jahre lang bei der Aufführung von adaptierten Kurzgeschichten von Wolfgang Borchert oder Ernest Hemingway. Nachdem Ida Ehre auf ihn aufmerksam geworden war, wurde er 1956 an das Deutsche Schauspielhaus in Hamburg unter Gustaf Gründgens verpflichtet. Bis 1968 gehörte er zu dessen Ensemble, während er bei vielen anderen Theatern gastierte. Danach wirkte er als freier Schauspieler.
Der Bühnenschauspieler Friedrichsen spielte bereits als Mittzwanziger in der legendären Verfilmung der Faust-Inszenierung von Gründgens den Schüler. Seine ersten Kinorollen spielte er in den Filmen Lemkes sel. Witwe (1957) und kurz danach in Unser Haus in Kamerun (1961) (beide mit der Musik von Martin Böttcher). Er trat auch im Edgar-Wallace-Film Der Gorilla von Soho (1968) als Sergeant Jim Pepper auf, war danach überwiegend in Fernsehproduktionen zu sehen, durch die er einem größeren Publikum bekannt wurde, wie John Klings Abenteuer (1965) (neben Hellmut Lange), Stadt ohne Sheriff, Elefantenjunge (1973) und in der Sesamstraße (von 1979 bis 1981 als Uwe).

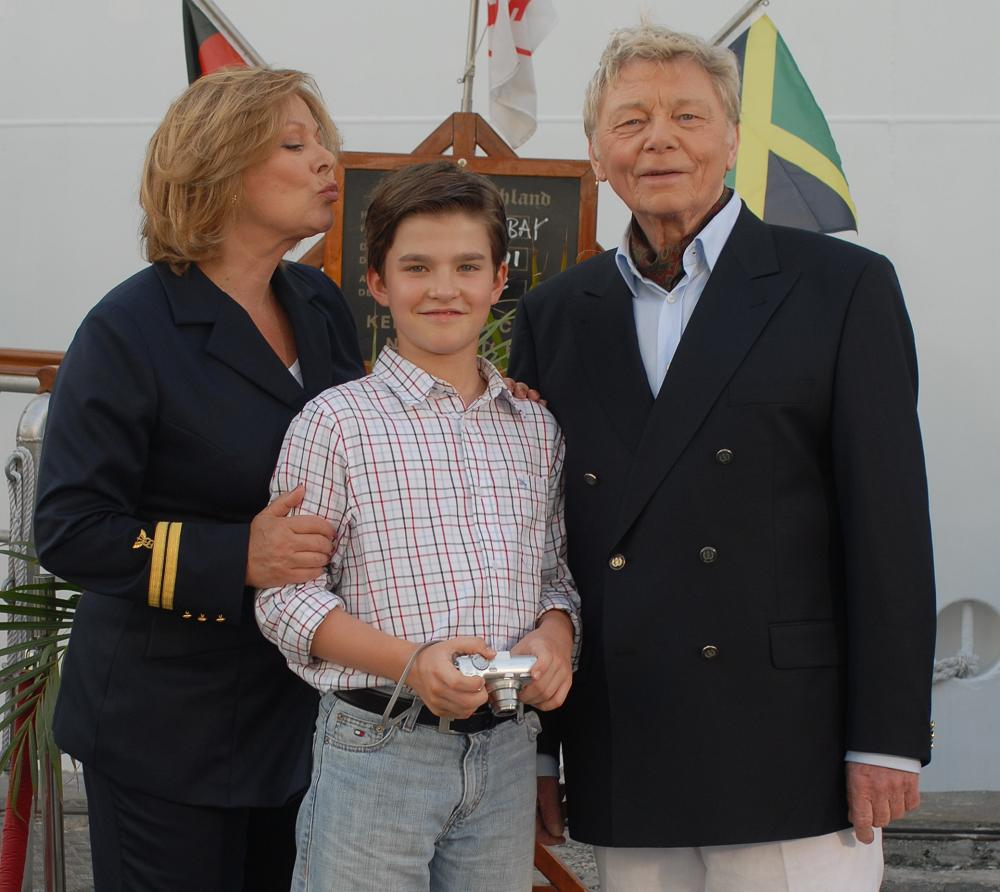
Heide Keller, Patrick Mölleken und Uwe Friedrichsen bei Dreharbeiten zur Traumschiff-Folge San Francisco 2007

Große Anerkennung erntete Friedrichsen mit seiner Fernsehrolle des Zollfahnders Zaluskowski in 18 Filmen der Krimiserie Schwarz Rot Gold Anfang der 1980er Jahre, die immer auch gesellschaftskritische Themen behandelten. Außerdem verkörperte er an der Seite von Andreas Schmidt-Schaller den Bürgermeister Hinrich Oppen in der Serie Oppen und Ehrlich. Die Serie, die das Leben zweier ungleicher Halbbrüder, des Bürgermeisters Hinrich Oppen und des Fabrikanten Ottwin Ehrlich zeigte, spielte im Sauerland zu Beginn der 1990er Jahre. Im Dezember 2006 war er in einigen Folgen der ARD-Vorabendsoap Verbotene Liebe als guter Weihnachtsengel zu sehen. 2007 spielte er in der Sat.1-Produktion Hilfe! Hochzeit! – Die schlimmste Woche meines Lebens. Insgesamt war Friedrichsen zwischen 1957 und 2013 in über 120 Film- und Fernsehproduktionen zu sehen.
Neben der Schauspielerei war Friedrichsen auch ein gesuchter Hörbuch- und Synchronsprecher. Bereits 1964 sprach er den Titelbösewicht Der Schut im gleichnamigen Hörspiel in der Inszenierung von Joseph Offenbach, der dabei auch den Hadschi Halef Omar sprach, neben Charles Brauer als Kara Ben Nemsi. Er lieh unter anderem Jon Voight (in Asphalt-Cowboy, 1969), Bruce Dern (in Auch ein Sheriff braucht mal Hilfe, 1969), Michael York (in Die vier Musketiere – Die Rache der Mylady, 1974), Donald Sutherland (in MASH, 1970), Danny Glover (Lethal Weapon 1–4, 1987–1998) und nicht zuletzt Peter Falk als Lieutenant Columbo bei den ersten beiden Fällen seine markante deutsche Stimme. In der Hörspielreihe Die drei Fragezeichen sprach er eine Rolle in der Folge Das brennende Schwert (1997). In der Hörspielausgabe der Perry-Rhodan-Serie, erschienen bei Europa, lieh er dem Titelhelden seine Stimme (1983).
Zudem war er als Synchronsprecher der deutschen Texte von Jerry Lewis, Gérard Depardieu und Donald Sutherland tätig. Zudem war Uwe Friedrichsen ein großer Verfechter der plattdeutschen Sprache, die er als kleiner Junge bei seinen Großeltern erlernte, was sich auch in seinem Mitwirken an mehreren plattdeutschen Höraufnahmen widerspiegelt. Ein von Uwe Friedrichsen besonders geschätztes Buch war der Roman Ein Tag länger als ein Leben von Tschingis Aitmatow. Nachdem er eine Lesung dieses 1981 erschienenen Werks bei verschiedenen Hörbuchverlagen und Radioprogrammen vergeblich angeboten hatte, kam es auf seine Anregung hin im Jahr 2010 beim MDR-Hörfunk schließlich zur Produktion einer mehrteiligen Lesung dieses Titels.
Hauptaugenmerk seiner beruflichen Tätigkeit blieb dennoch weiterhin die Bühne. So ist er über Gastauftritte in den diversen Krimiserien und über die Rolle des Zollfahnders Zaluskowski hinaus vor allem durch bemerkenswerte Auftritte in Theaterverfilmungen in Erinnerung. Einige Jahre hatte er einen festen Platz im Ensemble des Ernst-Deutsch-Theaters in Hamburg. In der Spielzeit 2005/2006 spielte er im Theater im Rathaus Essen.
Uwe Friedrichsen war seit 1991 Mitglied der Freien Akademie der Künste Hamburg. Im Jahr 2011 war Uwe Friedrichsen ehrenamtlich als „Bootschafter“ der Deutschen Gesellschaft zur Rettung Schiffbrüchiger (DGzRS) tätig und warb für diese unabhängige und ausschließlich aus Spenden finanzierte, gemeinnützige Organisation. Am 6. Dezember 2013 wurde Uwe Friedrichsen zum Ehrenmitglied der Hamburger Volksbühne ernannt.

## Privates
Laut eigener Aussage  hatte er sechs Kinder. Von 1988 bis 1998 war er mit der Schweizer Schauspielerin Nathalie Emery, mit der er eine Tochter hatte, verheiratet. 2002 heiratete er seine zweite Frau Ute Papst, mit der er in Seevetal bei Hamburg lebte.
Uwe Friedrichsen starb an den Folgen eines Hirntumors und wurde auf seinen Wunsch hin in der Ostsee seebestattet.

## Filmografie

### Kino
- 1957: Die unentschuldigte Stunde
- 1957: Lemkes sel. Witwe
- 1959: Die Nacht vor der Premiere
- 1960: Faust
- 1961: Unser Haus in Kamerun
- 1963: Der Chef wünscht keine Zeugen
- 1968: Der Gorilla von Soho
- 1971: Einer spinnt immer
- 1971: Rosy und der Herr aus Bonn
- 1977: Operation Ganymed
- 1983: Die wilden Fünfziger
- 1992: Go Trabi Go 2 – Das war der wilde Osten

### Fernsehen
- 1958: Besuch aus der Zone
- 1959: Raskolnikoff (nach Fjodor Dostojewski)
- 1962: Nie hab ich nie gesagt
- 1962: Schönes Wochenende
- 1963: Maria Magdalena (von Friedrich Hebbel, Regie: Rudolf Noelte)
- 1963: Schlachtvieh
- 1964: Das Duell (nach Anton Tschechow, Regie: Hans Schweikart)
- 1964: Hafenpolizei – Die Polizei – dein Freund und Helfer
- 1964: Die Cocktailparty (von T. S. Eliot)
- 1964: Don Gil von den grünen Hosen
- 1964: Ich fahre Patschold
- 1965–1970: John Klings Abenteuer
- 1966: Geibelstraße 27
- 1967: Der Zug der Zeit
- 1968: Polizeifunk ruft – Handgeknüpfte Teppiche
- 1968: Ein Sarg für Mr. Holloway
- 1968: Heim und Herd
- 1969: Die Ratten (von Gerhart Hauptmann, Regie: Peter Beauvais)
- 1970: Maximilian von Mexiko (Fernsehfilm)
- 1970: Dem Täter auf der Spur – Froschmänner
- 1971: Der Opernball
- 1971: Auf neutralem Boden
- 1972: Stadt ohne Sheriff (Serie)
- 1972: Mit dem Strom
- 1973: Elefantenjunge (Fernsehserie)
- 1973: Die Welt im Krieg (Sprecher)
- 1977: Der Todestanz
- 1977: Sonderdezernat K1 – Der Stumme
- 1978: Stützen der Gesellschaft
- 1978: Die Eingeschlossenen (von Jean-Paul Sartre)
- 1979: St. Pauli-Landungsbrücken: Papas Tochter
- 1980–1981: Sesamstraße
- 1981: Kameraden
- 1982: Unheimliche Geschichten (Fernsehserie, Folge 1) – Wenn das Blut gefriert
- 1982: Der Heuler
- 1982: Sonderdezernat K1 – Tödlicher Ladenschluss
- 1982–1996: Schwarz Rot Gold
- 1983: Ein Mord liegt auf der Hand
- 1984: Zwei schwarze Schafe (7-tlg. Fernsehserie)
- 1985: Der Alte – Flüstermord
- 1985: Mit Axel auf Achse
- 1986: Tatort – Aus der Traum
- 1986: Der Alte – Floßfahrt ins Jenseits
- 1986: Das Wahlergebnis
- 1987: Diplomaten küsst man nicht (Fernsehserie, 20 Folgen)
- 1988: Pole Poppenspäler, Hauptrolle, Fernsehfilm, Bayerischer Rundfunk
- 1988: Die Männer vom K3 – Spiel über zwei Banden
- 1989: Ein Heim für Tiere (Fernsehserie, eine Folge)
- 1989: Sievers wartet!
- 1989: Derrick – Die Stimme des Mörders
- 1989: Roda Roda (Folge 11 und 12)
- 1991: Die Männer vom K3 – Halali für einen Jagdfreund
- 1992: Oppen und Ehrlich (Serie)
- 1992: Der Alte – Der Schein trügt nicht
- 1993: Der Alte – Babysitter
- 1994: Der Alte – Am Abgrund
- 1994: Der Alte – Fremde in der Nacht
- 1996: Der Alte – Der Tod meines Vaters
- 1996: Derrick – Mordecho
- 1997: Die Männer vom K3 – Eine saubere Stadt
- 1998: Der König von St. Pauli
- 1998: Der kleine Dachschaden
- 1998: Derrick: Das Abschiedsgeschenk
- 1999: Theater: Der Hexer
- 1999: Siska – Der Bräutigam der letzten Tage
- 1999–2000: Tanja (Serie)
- 2000: Der letzte Zeuge – Das letzte Bild
- 2002: Die fabelhaften Schwestern
- 2002: Siska – Im Schatten des Mörders
- 2002: Die Nibelungen (von Moritz Rinke, Regie: Dieter Wedel)
- 2004: Ein Fall für zwei – Doppelgänger
- 2007: Schuld und Unschuld
- 2007: Hilfe! Hochzeit! – Die schlimmste Woche meines Lebens
- 2007: Die Rettungsflieger – Für immer und ewig
- 2007: Elvis und der Kommissar (6-tlg. Fernsehserie)
- 2007: Das Traumschiff – San Francisco
- 2009: Ein Strauß voll Glück
- 2009: In aller Freundschaft – Folge 441: Herzklopfen
- 2009: Das Traumschiff – Peru, Miami
- 2009: Der Dicke – Voll ins Herz
- 2009: Der Duft von Holunder
- 2010: Großstadtrevier – Jimmy Heinrich war ein Seemann
- 2010: In aller Freundschaft – Vier in einem Boot
- 2011: In aller Freundschaft – Bedrohliche Träume
- 2011: Notruf Hafenkante – Schlangenbiss, ZDF
- 2012: Das Haus der Krokodile
- 2013: Tür an Tür (Fernsehfilm)

## Hörspiele
- 1966: Jan Fabricius: Hein Ruku. Niederländisches Volksspiel in der plattdeutschen Funkfassung von Hermann Quistorf – Regie: Rudolf Beiswanger; Jutta Zech (NDR)
- 1983: Perry Rhodan in 12 Folgen – Regie Heikedine Körting  (Europa Miller)
- 1985: Friedhelm Werremeier: Trio unter Strom – Regie: Klaus Wirbitzky (WDR)
- 1986: Johannes Bobrowski: Boehlendorff – Regie: Albrecht Surkau (RB)
- 1988: Margaret Millar: McCowneys Wunder – Regie: Norbert Schaeffer (NDR)
- 1990: Heinrich Böll: Zum Tee bei Doktor Borsig (Dr. Borsig) – Regie: Ulrich Gerhardt (hr/SWF)
- 1994: Rainer Link: Morgen höre ich auf – Todsicher – Regie: Manfred Hess (Feature – MDR)
- 1997: Hans Fallada: Bauern, Bonzen, Bomben – Regie: Jürgen Dluzniewski (MDR)
- 2005: Jules Verne: Reise zum Mittelpunkt der Erde – Regie: Leonhard Koppelmann (MDR)
- 2006: Michael Ende:  Das kleine Lumpenkasperle – Regie: Walter Niklaus (MDR)
- 2007: James Krüss: Ein Eisbär ist kein Pinguin – Regie: Robert Matejka (MDR)
- 2009: James Krüss: Henriette Bimmelbahn, Auto, Flugzeug, Bus und Kahn – Regie: Matthias Thalheim (MDR), als Hörbuch bei Der Audio Verlag 2009, ISBN 978-3-86231-703-5

## Synchronrollen (Auswahl)
Gérard Depardieu
- 1995: (als Gérard) in Mein Vater, das Kind
- 2000: (als Titus) in Bérénice

Peter Falk
- 1973: (als Lt. Columbo) in Columbo: Mord nach Rezept und Lösegeld für einen Toten
- 1974: (als Nick Longhetti) in Eine Frau unter Einfluss
- 1976: (als Griffin) in Liebe ohne Hoffnung

Danny Glover
- 1985: (als Albert Johnson) in Die farbe Lila
- 1987: (als Roger Murtaugh) in Lethal Weapon – Zwei stahlharte Profis
- 1989: (als Roger Murtaugh) in Brennpunkt L.A.
- 1992: (als Roger Murtaugh) in Lethal Weapon 3 – Die Profis sind zurück
- 1998: (als Roger Murtaugh) in Lethal Weapon 4 – Zwei Profis räumen auf
- 2005: (als Wilhelm) in Manderlay

### Filme
- 1960: Gordon Jackson (als Captain Jock Bateson) in Zone des Schweigens
- 1960: Robert Redford (als Don Parritt) in Der Eismann kommt
- 1968: Paul Angelis (als Ringo Starr) in Yellow Submarine
- 1968: Giuliano Gemma (als Jason) in Der Bastard
- 1969: Roger Moore (als Gary Fenn) in Tödlicher Salut
- 1970: Donald Sutherland (als Capt. Benjamin Franklin 'Hawkeye' Pierce) in M*A*S*H
- 1970: Elliott Gould (als Hiram Jaffe) in Hopp, Hopp
- 1974: Michael York (als D'Artagnan) in Die vier Musketiere – Die Rache der Mylady
- 1978: Vito Scotti (als Thomas Dolan) in Columbo: Momentaufnahme für die Ewigkeit
- 1978: Gregory Peck (als Dr. Josef Mengele) in The Boys from Brazil
- 1986: Tom Berenger (als Staff Sgt. Robert E. Lee Barnes) in Platoon
- 1989: Robert Davi (als Franz Sanchez) in  James Bond 007 – Lizenz zum Töten
- 1990: Larry Hagman (als Mark Hunter) in Wheels of Hell
- 1994: Michael Ironside (als Gary Yanuck) in Das Achte Opfer
- 1996: Rolf Lassgård (als Kurt Wallander) in Die weiße Löwin

### Serien
- 1992–1995: als Erzähler in Der kleine Eisbär (Kurzfilmreihe)

## Hörbücher (Auswahl)
- Agatha Christie: Das fehlende Glied in der Kette. DHV, ISBN 3-89940-248-0.
- Die Entdeckung der Currywurst. Libraton, ISBN 3-89469-732-6.
- Wilhelm Gustloff. DAV, ISBN 3-89813-193-9.
- Das große Giggler-Geheimnis. BMG Wort, ISBN 3-89830-306-3.
- Rover rettet Weihnachten. Random House Audio, ISBN 3-89830-397-7.
- Kurt Tucholsky: Panter, Tiger & Co. Libraton, ISBN 3-89469-544-7.
- Kurt Tucholsky: Schloß Gripsholm. Libraton, ISBN 3-89469-586-2.
- Kurt Tucholsky: Wo kommen die Löcher im Käse her?. Libraton, ISBN 3-89469-567-6.
- William Somerset Maugham: Spuren im Dschungel. Libraton, ISBN 3-89469-549-8.
- William Somerset Maugham: Ein glückliches Paar. Libraton, ISBN 3-89469-548-X.
- William Somerset Maugham: Unbesiegt. Libraton, ISBN 3-89469-589-7.
- Unser Gott ist Euer Gott. Libraton, ISBN 3-89469-588-9.
- Explosive Lösung. Libraton, ISBN 3-89469-594-3.
- Henry Slesar: Ruby Martinson. Libraton, ISBN 3-89469-596-X.
- Henry Slesar: Terror will geplant sein. Libraton, ISBN 3-89469-595-1.
- Große Freiheit Nr. 7. Libraton, ISBN 3-89469-731-8.
- Mit Charles Dickens nach Rom und Venedig, 1844/45. DAV, ISBN 3-89813-166-1.
- 1964 – Der Schut. Hörspiel nach Karl May, LP, Philips 840 490 QY (Stereofassung).
- 2006 – Der Schut. Wiederveröffentlichung der 1964er Fassung auf CD (Stereo), Karussell 06025 1702758.
- Thomas Buergenthal: Ein Glückskind, Patmos, Düsseldorf, ISBN 978-3-491-91270-0.
- Der Baum des Haders – Die isländische 'Sage vom weisen Njal’. Hoerverlag, ISBN 3-89584-241-9.
- Christa-Maria Zimmermann: Gefangen im Packeis. Sprecher: Uwe Friedrichsen, Dietmar Mues, Christian Redl, Fritz Fenne, Der Hörverlag, 2005, ISBN 3-89940-595-1.
- Michael Ende: Das kleine Lumpenkasperle. Das Traumfresserchen. Der Audio Verlag (DAV), Berlin, 2006, ISBN 978-3-89813-497-2 (Lesung, 1 CD, 39 Min.)
- Ephraim Kishons beste Autofahrergeschichten, ISBN 3-7844-4044-4 (Lesung, 2 CDs, 125 Min.)
- Ein Tag länger als das Leben von Tschingis Aitmatow, Regie: Matthias Thalheim, MDR 2010, als Hörbuch Der Audio Verlag Berlin 2018, ISBN 978-3-7424-0422-0

## Auszeichnungen
- 1974: Hersfeld-Preis[10]
- 1978: Silberne Maske der Hamburger Volksbühne
- 1994: Bundesverdienstkreuz (für das Lebenswerk und Schwarz-Rot-Gold)[11][12]
- 2003: Biermann-Ratjen-Medaille vom Senat der Freien und Hansestadt Hamburg für künstlerische Verdienste um die Stadt
- 2008: Nord Award
- 2010: Rolf-Mares-Preis für seine Darstellung in John Gabriel Borkmann im Ernst-Deutsch-Theater
- 2013: Ehrenmitglied der Hamburger Volksbühne anlässlich seines 60-jährigen Bühnenjubiläums
- 2014: Zonser Darstellerpreis für die männliche Hauptrolle des Theo in dem Mundarthörspiel Ick kenn di nich von Helga Bürster